# Carhué
Carhué är en ort i Argentina, och är huvudort för distriktet (partido) Adolfo Alsina. Den ligger i provinsen Buenos Aires, i den centrala delen av landet, 500 km sydväst om huvudstaden Buenos Aires. Carhué ligger 110 meter över havet och folkmängden uppgår till cirka 10 000 invånare. Den ligger vid sjön Lago Epecuén.

## Geografi
Terrängen runt Carhué är platt. Omgivningarna runt Carhué är i huvudsak ett öppet busklandskap. Runt Carhué är det mycket glesbefolkat, med 2 invånare per kvadratkilometer.

## Klimat
Klimatet i området är fuktigt och subtropiskt. Årsmedeltemperaturen i trakten är 15 °C. Den varmaste månaden är januari, då medeltemperaturen är 26 °C, och den kallaste är maj, med 8 °C. Genomsnittlig årsnederbörd är 1 140 millimeter. Den regnigaste månaden är oktober, med i genomsnitt 177 mm nederbörd, och den torraste är juni, med 6 mm nederbörd.